# Échelle québécoise de comportements adaptatifs
L'échelle québécoise de comportements adaptatifs (ÉQCA) sert à faire l'évaluation des comportements adaptatifs et des comportements inadéquats des personnes chez qui on soupçonne la présence d'un retard mental. 
Ce type d'instrument permet, avec l'évaluation du quotient intellectuel (QI), d'orienter le diagnostic et la classification des personnes ayant un retard mental.

## Les différentes versions
Il existe deux versions à l'Échelle québécoise de comportements adaptatifs soit la version originale (ÉQCA) pour les personnes âgées de 3 ans et plus et la version scolaire (ÉQCA-VS) pour les enfants âgés de 6 ans à 12 ans 11 mois.
De plus, l'Échelle québécoise de comportements adaptatifs version originale a été traduite en anglais et s'intitule: Quebec Adaptive Behavior Scale (QABS).

### Dates de publication
- 1991: Échelle québécoise de comportements adaptatifs (version originale)
- 1997: Échelle québécoise de comportements adaptatifs (version scolaire)

### Auteurs
- ÉQCA version originale: Paul Maurice, Diane Morin et Marc J. Tassé
- ÉQCA version scolaire: Diane Morin et Paul Maurice

## ÉQCA version originale

### Fidélité
- fidélité test-retest: 0,90 - 0,97
- fidélité inter-juges: 0,74 - 0,94

### Répondants
Les répondants sont les parents, le personnel éducateur ou quiconque qui connaît bien la personne à évaluer.

### Structure
L'ÉQCA est divisée en deux grandes parties soit les comportements adaptatifs (225 items) et les comportements inadéquats (99 items).
- La partie Comportements adaptatifs contient sept thématiques soit:

1. Autonomie: alimentation-cuisine, hygiène, utilisation de la toilette et habillage-déshabillage
2. Habiletés domestiques: vêtements, intérieur, réparation, sécurité et extérieur
3. Santé et sensorimoteur: santé, motricité fine et motricité globale
4. Communication: expression, réception et langage élaboré et complexe
5. Habiletés préscolaires et scolaires: graphisme, notion du temps, mathématiques pratiques, lecture et écriture
6. Socialisation: interactions, déplacements, ressources communautaires, magasinage, services prébancaires et bancaires et loisirs
7. Habiletés de travail: habiletés d'emploi et recherche d'emploi et comportements et relations interpersonnels au travail

- La partie Comportements inadéquats se divise en sept catégories soit:

1. Comportements stéréotypés et postures bizarres
2. Comportements de retrait et d'inattention
3. Habitudes et comportements inacceptables
4. Manières interpersonnelles inappropriées et comportements anti-sociaux
5. Comportements sexuels inadéquats ou divergents
6. Comportements de violence ou d'agression
7. Comportements d'automutilation

### Cotation
Il est important de mentionner que l'ÉQCA mesure la performance de la personne et non son potentiel. Le répondant doit donc tenir compte de ce que la personne fait et non de ce qu'elle pourrait faire si elle voulait.
La partie Comportements adaptatifs utilise le système de cotation qui suit:
Pour chaque item le répondant doit inscrire soit 0, 1, 2 ou NP
- 0 = Ne le fait pas
- 1 = Le fait mais ...seulement sous stimulation verbale ou physique
- 2 = Le fait
- NP = Non possible, l'environnement de la personne évaluée ne lui permet pas de faire le comportement.
La partie Comportements inadéquats utilise le système de cotation suivant:
Pour chaque item de cette section, le répondant doit inscrire soit 0, 1, 2 ou 3
- 0 = N'émet pas ce comportement
- 1 = Léger, comportement occasionnel ou bénin
- 2 = Moyen, comportement qui nécessite une action généralisée pour trouver une stratégie d'intervention afin de le modifier
- 3 = Grave, comportement assez grave pour que le milieu rejette la personne évaluée ou pour mettre en danger la santé de la personne évaluée ou d'autres

### Normes
L'ÉQCA version originale n'a pas de norme, mais elle permet une classification critériée du niveau de fonctionnement de la personne évaluée.

### Correction
Le questionnaire EQCA version originale est corrigé par un algorithme informatisé au Service d’Orthopédagogie Clinique de l’Université de Mons en Belgique. 
Deux méthodes de saisie des questionnaires pour fin de correction sont possibles.
1-   PAR LE SERVICE
Il est possible de transmettre le questionnaire à corriger par courriel en format PDF. La saisie des données est alors effectuée par le personnel du Service et le rapport vous est transmis en format PDF par courriel. 
2- SUR LA PLATEFORME WEB DE CORRECTION
Il est possible pour les usagers réguliers et familiers avec l’administration des questionnaires de procéder à une saisie des réponses aux questions sur le Web et de recevoir le rapport directement du site Web en format PDF.
La saisie des questionnaires peut s’effectuer selon deux modes, soit en répondant à chaque question présentée sur le site Web ou à partir d’un questionnaire papier en mode « saisie rapide ». Ces deux modes permettent d’obtenir le rapport de manière immédiate.
Nous vous invitons à contacter les responsables par courriel au [] pour obtenir les modalités de fonctionnement ainsi qu’un nom d’usager et un mot de passe.

## ÉQCA version scolaire

### Fidélité
- fidélité test-retest: 0,92
- fidélité inter-juges: 0,83

### Répondants
L'ÉQCA version scolaire se présente sous forme de deux cahiers à remplir soit un par le parent et l'autre par l'enseignant

### Structure
Le cahier du parent se divise en deux soit les Comportements adaptatifs (214 items) et les Comportements inadéquats (81 items):
- la partie Comportements adaptatifs inclut les sept mêmes thématiques que l'ÉQCA version originale
- la partie Comportements inadéquats se limite à cinq catégories:
  1. Comportements de violence
  2. Comportements de retrait
  3. Habitudes et comportements inacceptables
  4. Comportements anti-sociaux
  5. Comportements sexuels inadéquats

Le cahier de l'enseignant se divise aussi en deux soit les Comportements adaptatifs  (173 items) et les Comportements inadéquats (87 items):
- la partie Comportements adaptatifs comporte cinq thématiques:
  1. Communication
  2. Socialisation
  3. Autonomie
  4. Habiletés préscolaires et scolaires
  5. Loisirs
- la partie Comportements inadéquats du cahier de l'eneignant possède les cinq mêmes catégories que celles du cahier du parent

### Cotation
Le système de cotation de l'ÉQCA version scolaire est quasiment identique à celui de l'ÉQCA version originale pour la partie Comportements adaptatifs.
Pour chaque item les répondants, l'enseignant et le parent, doivent inscrire soit 0, 1, 2, H ou NO:
- H = Handicap.Un handicap de l'enfant ne lui permet pas de faire le comportement
- NO = Non observable. Les conditions de l'environnement ne permettent pas d'observer le comportement de l'enfant.
Le système de cotation de la partie Comportements inadéquats de l'ÉQCA version scolaire est identique à celle l'ÉQCA version originale
Voir Cotation de l'ÉQCA version originale pour tous les détails

### Normes
L'ÉQCA version scolaire possède des normes pour les enfants âgés de 6 à 9 ans inclusivement. La version scolaire permet aussi de faire une classification critériée en combinant les résultats du cahier du parent et du cahier de l'enseignant.

### Correction
Tout comme le questionnaire EQCA version originale, le questionnaire EQCA version scoraire est corrigé par un algorithme informatisé au Service d’Orthopédagogie Clinique de l’Université de Mons en Belgique. 
Deux méthodes de saisie des questionnaires pour fin de correction sont possibles.
1-   PAR LE SERVICE
Il est possible de transmettre le questionnaire à corriger par courriel en format PDF. La saisie des données est alors effectuée par le personnel du Service et le rapport vous est transmis en format PDF par courriel. 
2- SUR LA PLATEFORME WEB DE CORRECTION
Il est possible pour les usagers réguliers et familiers avec l’administration des questionnaires de procéder à une saisie des réponses aux questions sur le Web et de recevoir le rapport directement du site Web en format PDF.
La saisie des questionnaires peut s’effectuer selon deux modes, soit en répondant à chaque question présentée sur le site Web ou à partir d’un questionnaire papier en mode « saisie rapide ». Ces deux modes permettent d’obtenir le rapport de manière immédiate.
Nous vous invitons à contacter les responsables par courriel au [] pour obtenir les modalités de fonctionnement ainsi qu’un nom d’usager et un mot de passe.

#### Autres articles
- Vineland Adaptive Behavior Scales (VABS)
- Grille d'évaluation comportementale pour enfants Nisonger